# Tāzehābād (ort i Kurdistan, lat 35,25, long 47,49)
Tāzehābād (persiska: تازه آباد, Tāzehābād-e Ţahmāsbqolī, تازِهابادِ طَهماسبقُلی) är en ort i Iran.   Den ligger i provinsen Kurdistan, i den nordvästra delen av landet, 400 km väster om huvudstaden Teheran. Tāzehābād ligger 1 782 meter över havet och antalet invånare är 108.
Terrängen runt Tāzehābād är huvudsakligen platt, men åt sydväst är den kuperad. Tāzehābād ligger nere i en dal. Runt Tāzehābād är det ganska tätbefolkat, med 67 invånare per kvadratkilometer. Närmaste större samhälle är Dehgolān, 7,5 km nordväst om Tāzehābād. Trakten runt Tāzehābād består till största delen av jordbruksmark.